# Куземин
Куземин (укр. Куземин) — село,
Куземинский сельский совет,
Ахтырский район,
Сумская область,
Украина.
Код КОАТУУ — 5920385001. Население по переписи 2001 года составляет 1954 человека.
Население на 2016 год составляет 1550 человек
Является административным центром Куземинского сельского совета, в который не входят другие населённые пункты.

## Географическое положение
Село Куземин находится на правом берегу реки Ворскла,
выше по течению на расстоянии в 3 км расположено село Скелька,
ниже по течению на расстоянии в 2,5 км расположено село Бельск (Котелевский район).
Река в этом месте извилистая, образует лиманы, старицы и заболоченные озёра.
К селу примыкают небольшие лесные массивы (дуб).

## История
- Возле села Куземин обнаружены остатки поселения скифских времен, курганный могильник и 2 городища северян (VIII—X вв)
- 1665 год — первое упоминание села.
- 1709 год — шведы сожгли Куземин.

## Экономика
- Молочно-товарная и птице-товарная фермы.
- Сельхозпредприятие «Ленинская искра».
- ООО «Куземинское».
- ПП «Куземин — Агро»
- Кирпичный завод ЧП «Керамика» (закрылся в 2008 году).

## Объекты социальной сферы
- Детский сад
- Школа
- Клубы
- Дом культуры

## Известные люди
- Иван Багряный (1906—1963) — украинский писатель, детские и юношеские годы провёл в селе Куземин.
- Татьяна Гнедич (1907—1976) — русская переводчица и поэтесса, родилась в селе Куземин.
- Шаренко Василий Денисович (1916—1944) — Герой Советского Союза, родился в селе Куземин.
- Чичибабин, Алексей Евгеньевич (1871—1945) — известный химик-органик, родился в селе Куземин.

## Достопримечательности
- Бельское городище, относится к VII веку до н. э. Находится около села Куземин.